# Ivo Brešan
Ivo Brešan (Vodice, 1936. május 27. – Zágráb, 2017. január 3.) horvát író.

## Élete
Általános iskolai és gimnáziumi tanulmányait Šibenikben végezte. A Zágrábi Egyetem Bölcsészettudományi Karán diplomázott.
Šibenikben gimnáziumi tanár, majd a kuktúrközpont művészeti igazgatója lett. Ezt követően a šibeniki színház igazgatójává választották. Igazgatósága idejét a színház aranykorszakának tartják.
1955-ben kezdett írni. Kezdetben főleg átírt színházi darabokkal aratott sikert, majd forgatókönyveket írt. Együtt dolgozott Krsto Papić, Veljko Bulajić filmrendezőkkel és fiával Vinko Brešannal, aki filmrendező lett.
2017. január 3-án halt meg 80 éves korában.

## Művei
Drámák
- Groteskne tragedije (1979)
- Nove groteskne tragedije (1989)
- Tri drame (1993)
- Utvare (1997)

Regények
- Ptice nebeske (1990)
- Ispovijedi nekarakternog čovjeka (1996)
- Spletke (1997)
- Pukotine i druge priče (2000)
- Astaroth (2001)
- Kockanje sa sudbinom (2002)
- Država Božja 2053 (2003)
- Vražja utroba (2004)
- Tri života Tonija Longina (2005)
- Gorgone (2006)
- Katedrala (2007)
- Ništa sveto (2008)
- Prokletnici (2010)
- Sedam stuba do trona (2011–12)

Forgatókönyvek
- Predstava Hamleta u Mrduši Donjoj (1973)
- Izbavitelj (1976)
- Tajna Nikole Tesle (1980)
- Obećana zemlja (1986)
- Donator (1989)
- Kako je počeo rat na mom otoku (1996)
- Maršal (2000)
- Libertas (2004)

## Magyarul
- Díszvacsora a temetkezési vállalatnál. Színjáték hat képben, előjátékkal; ford. Bojtár Endre, bev. Balogh Géza; in: Színház, 1982/okt.